# Saecura Fides
Saecura Fides era una loggia modenese attiva nel Settecento.
Fra i suoi membri più illustri figurano il conte Filippo Giuseppe Marchisio, il segretario ducale Paolo Baraldi e Scipione Piattoli.